# Diocese de Nicolet
A Diocese de Nicolet (Dioecesis Nicoletana) é uma diocese localizada na cidade de Nicolet, na província de Quebec, pertencente a Arquidiocese de Sherbrooke no Canadá. Foi fundada em 1885 pelo Papa Leão XIII. Com uma população católica de 218.237 habitantes, sendo 96,2% da população total, possui 26 paróquias com dados de 2018.

## História
Em 10 de julho de 1885 o Papa Leão XIII cria a Diocese de Nicolet a partir do território da Diocese de Trois-Rivières.

## Lista de bispos
A seguir uma lista de bispos desde a criação da diocese em 1885.
|                    | Nome                         | Período           | Notas                       |
| Bispos de Nicolet  | Bispos de Nicolet            | Bispos de Nicolet | Bispos de Nicolet           |
| ------------------ | ---------------------------- | ----------------- | --------------------------- |
| 7º                 | Daniel Jodoin                | 2022 - atual      |                             |
| 6º                 | André Gazaille               | 2011 - 2022       | Bispo emérito               |
| 5º                 | Raymond Saint-Gelais         | 1989 - 2011       |                             |
| 4º                 | Joseph Albertus Martin       | 1950 - 1989       |                             |
| 3º                 | Albini Lafortune             | 1938 - 1950       | Faleceu no cargo            |
| 2º                 | Joseph-Simon-Herman Brunault | 1904 - 1937       | Faleceu no cargo            |
| 1º                 | Elphège Gravel               | 1885 - 1904       | Faleceu no cargo            |
| Bispos coadjutores |                              |                   |                             |
| 3º                 | Raymond Saint-Gelais         | 1988 - 1989       | Nomeado bispo dessa diocese |
| 2º                 | Joseph Albertus Martin       | 1950              | Nomeado bispo dessa diocese |
| 1º                 | Joseph-Simon-Herman Brunault | 1899 - 1904       | Nomeado bispo dessa diocese |